# Туркинча
Туркинча е село в Северна България. То се намира в община Дряново, област Габрово.

## География
Село Туркинча се намира в централния Предбалкан. Разположено е равнинно-хълмистия пояс (200-400 м) и по-конкретно в пояса 300-400 м надморска височина.
Селото е разделено от речно корито, чийто десен бряг е стръмен.

## Население
Преброяване на населението през 2011 г.
Численост и дял на етническите групи според преброяването на населението през 2011 г.:
|                     | Численост | Дял (в %) |
| Общо                | 34        | 100,00    |
| Българи             | 25        | 73,52     |
| Турци               | 0         | 0,00      |
| Цигани              | 0         | 0,00      |
| Други               | 7         | 20,58     |
| Не се самоопределят | 0         | 0,00      |
| Неотговорили        | 2         | 5,88      |